# Piotr Adamczyk
Piotr Aleksander Adamczyk (Varsavia, 21 marzo 1972) è un attore e sceneggiatore polacco.

## Biografia
È noto per la sua partecipazione come protagonista nel film Karol - Un uomo diventato papa nel 2005, in cui interpreta il ruolo di Karol Józef Wojtyła, Papa Giovanni Paolo II. Per realizzare questo film visitò in Vaticano il Papa, e il pontefice, appresa la notizia, rispose "Siete pazzi per fare un film su me". Nel film parteciparono anche gli attori Małgorzata Bela, Raoul Bova ed Ennio Fantastichini.
Dopo la morte di Giovanni Paolo II (avvenuta pochi giorni prima dell'uscita del film in televisione), visto l'enorme successo ottenuto, viene richiamato nel 2006 per ricoprire di nuovo il ruolo di Wojtyła dall'elezione del 1978 alla morte nel 2005, nella pellicola Karol - Un papa rimasto uomo.

## Filmografia

### Cinema
- Cwal, regia di Krzysztof Zanussi (1996)
- Fratello del nostro Dio, regia di Krzysztof Zanussi (1997)
- Egzekutor, regia di Filip Zylber (1999)
- Wrota Europy, regia di Jerzy Wójcik (1999)
- Il falco reale (Král sokolu), regia di Václav Vorlícek (2000)
- Chopin. Pragnienie miłości, regia di Jerzy Antczak (2002)
- Kariera Nikosia Dyzmy, regia di Jacek Bromski (2002)
- Ciało, regia di Tomasz Konecki e Andrzej Saramonowicz (2003)
- Lowcy skór, regia di Rafal M. Lipka (2003)
- Testosteron, regia di Tomasz Konecki e Andrzej Saramonowicz (2007)
- Limousine, regia di Jérôme Dassier (2008)
- Lejdis, regia di Tomasz Konecki (2008)
- Nie klam, kochanie, regia di Piotr Weresniak (2008)
- Second Life, regia di Miguel Gaudêncio e Alexandre Valente (2009)
- Święty interes, regia di Maciej Wojtyszko (2010)
- Trick, regia di Jan Hryniak (2010)
- Śniadanie do łóżka, regia di Krzysztof Lang (2010)
- Nie ten człowiek, regia di Pawel Wendorff (2010)
- Och, Karol 2, regia di Piotr Weresniak (2011)
- Uwikłanie, regia di Jacek Bromski (2011)
- Listy do M., regia di Mitja Okorn (2011)
- Tajemnica Westerplatte, regia di Pawel Chochlew (2012)
- 11 settembre 1683, regia di Renzo Martinelli (2012)
- Hans Kloss. Stawka większa niż śmierć, regia di Patryk Vega (2012)
- Wkreceni, regia di Piotr Weresniak (2014)
- Wrobiony, regia di Piotr Śmigasiewicz (2016)
- The Art of Loving. Story of Michalina Wislocka, regia di Maria Sadowska (2017)
- Squadrone 303 - La grande battaglia (Dywizjon 303), regia di Denis Delic (2018)
- Kobiety mafii 2, regia di Patryk Vega (2019)
- Small World, regia di Patryk Vega (2021)
- il cacio con le pere  , regia di Luca Calvani (2023)

### Televisione
- Spellbinder - serie TV, 10 episodi (1995-1997)
- Slawa i chwala - miniserie TV, 7 episodi (1998)
- Wszyscy swieci, regia di Andrzej Baranski - film TV (2002)
- Dziupla Cezara - miniserie TV, 13 episodi (2004)
- Pensjonat Pod Róza - serie TV, 97 episodi (2004-2005)
- Karol - Un uomo diventato papa, regia di Giacomo Battiato - film TV (2005)
- Karol - Un papa rimasto uomo, regia di Giacomo Battiato - film TV (2006)
- Einstein - miniserie TV (2008)
- 39 i pół - serie TV, un episodio (2009)
- Czas honoru - serie TV, 58 episodi (2009-2013)
- Naznaczony - serie TV, 13 episodi (2009)
- Przepis na życie - serie TV, 64 episodi (2011-2013)
- Piąty Stadion - serie TV, un episodio (2012)
- Dom pelen zmian - miniserie TV, 8 episodi (2017)
- Counterpart - serie TV, 4 episodi (2018)
- Il nome della rosa (The Name of the Rose), regia di Giacomo Battiato - miniserie TV (2019)
- Hawkeye - miniserie TV (2021)
- Kowalscy kontra Kowalscy - serie TV (2021-2022)

## Doppiatori italiani
Nelle versioni in italiano delle opere in cui ha recitato, Piotr Adamczyk è stato doppiato da:
- Riccardo Rossi in Merry Christmas in Love, Merry Christmas in Love 2, Merry Christmas in Love 3
- Luca Ward in Karol - Un uomo diventato papa, Karol - Un papa rimasto uomo
- Franco Mannella in 11 settembre 1683
- Luca Ghignone in L'enigma del ciondolo
- Alessandro Budroni ne Il nome della rosa
- Stefano Macchi in Hawkeye
- Fabrizio Picconi in Notte stellata
- Massimo Rossi in Via d'uscita